# Sarai Alamgir
Sarai Alamgir (Urdu: سرائے عالمگیر) é uma cidade do Paquistão localizada na província de Punjab.